# 스포츠호치
스포츠호치(スポーツ報知)는 일본의 스포츠 신문이다. 스포츠호치는 제호이고, 정식 명칭은 '호치신문'이다. 요미우리 신문의 자회사이다. 

## 같이 보기
- 호치 영화상